# Tipula (Lunatipula) tuscarora
Tipula (Lunatipula) tuscarora is een tweevleugelige uit de familie langpootmuggen (Tipulidae). De soort komt voor in het Nearctisch gebied.